# Islandiana falsifica
Islandiana falsifica – gatunek pająka z rodziny osnuwikowatych zamieszkującego północną Holarktykę.

## Opis
Zarówno samce, jak i samice osiągają do 2,1 mm długości. Karapaks ubarwiony żółto-brązowo. Sternum z szarym zabarwieniem. Szczękoczułki brązowe. Odnóża żółto-brązowe. Odwłok zielonkawo szary.

## Habitat
Zasiedla kamieniste plaże i piarżyska.

## Występowanie
Gatunek występuje od północnej Skandynawii (wykazany ze Szwecji) przez północną Rosję, Wyspę Wrangla, Półwysep Czukocki i Kamczatkę po północno-zachodnią Nearktykę.